# Ugo Tognazzi
Ugo Tognazzi (23. března 1922, Cremona, Itálie – 27. října 1990, Řím) byl italský filmový, televizní a divadelní herec, režisér a scenárista.

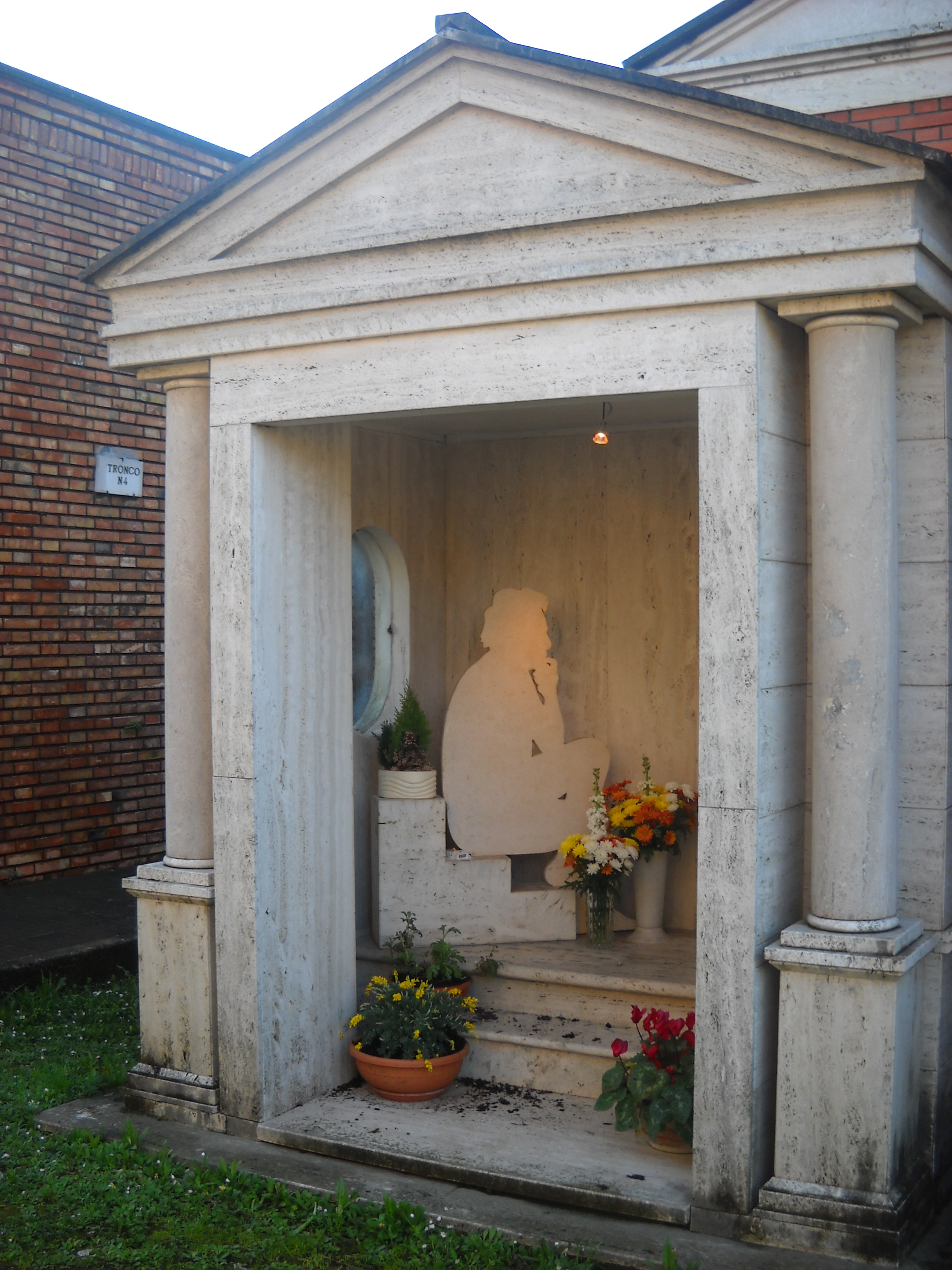
Jeho hrob ve Velletri v Itálii

## Životopis
Tognazzi se narodil v Cremoně, v severní Itálii, ale strávil mládí na různých místech, protože jeho otec pracoval jako obchodní cestující v pojišťovně.
Po návratu do rodného města v roce 1936 pracoval v masokombinátu na výrobu salámů. Za 2. světové války byl povolán do armády. Domů se vrátil po příměří v září 1943. Jeho vášeň pro divadlo a herectví se objevila již v dětství, a i během války organizoval divadlo pro vojáky. V roce 1945 se přestěhoval do Milána, kde se zapsal do divadelní společnosti vedené Wandou Osiris.
V roce 1950 Tognazzi debutoval ve filmu I cadetti di Guascogna režírovaném Mario Mattolim. V následujícím roce potkal Raimonda Vianella, s kterým založil úspěšné komické duo pro nově vzniklou televizi RAI, kde účinkovali v letech 1954–1960.
Jejich show občas obsahovala satirické aspekty, které byly zprvu cenzurovány italskou televizí.
Po úspěchu role ve filmu Fašista (Il Federale) (1961), který režíroval Luciano Salce, se Tognazzi stal jedním z nejznámějších italských komediálních herců. Pracoval s nejlepšími italskými filmovými režiséry, kterými byli mimo jiné Mario Monicelli (Moji přátelé II), Marco Ferreri (Velká žranice), Nanni Loy, Dino Risi, Pier Paolo Pasolini (Vepřinec), Ettore Scola, Alberto Lattuada, Pupi Avati a jiní. Tognazzi také režíroval některé ze svých filmů.
V roce 1981 obdržel na Filmovém festivalu v Cannes cenu za nejlepší herecký výkon za La tragedia di un uomo ridicolo, režírovaný Bernardem Bertoluccim.
Tognazzi byl i uznávaným divadelním hercem a režisérem. Jistý čas pobýval také ve Francii.
Ugo Tognazzi zemřel v Římě v roce 1990.
Jeho synové Ricky (* 1955) a Gianmarco Tognazzi (* 1967) jsou rovněž filmovými herci. Je také otcem norského filmového režiséra a filmového producenta Thomas Robsahma (* 1964). Jeho dcera Maria Sole Tognazzi (* 1971) je, jako Ricky, filmovou režisérkou.

## Filmografie

### Herec
- I cadetti di Guascogna (1950)
- Auguri e figli maschi (1951)
- Una bruna indiavolata (1951)
- La paura fa 90 (1951)
- L'incantevole nemica (1953)
- L'amore in città (1953)
- Totò nella luna (1958)
- Domenica è sempre domenica (1958)
- Mia nonna poliziotto (1958)
- Marinai, donne e guai (1958)
- Psicanalista per signora (1959)
- Le cameriere (1959)
- Tipi da spiaggia (1959)
- La cambiale (1959)
- I baccanali di Tiberio (1959)
- Assi alla ribalta (1959)
- Guardatele ma non toccatele (1959)
- Policarpo, "ufficiale di scrittura" (1959)
- La pica sul Pacifico (1959)
- Non perdiamo la testa (1959)
- Noi siamo due evasi (1959)
- Fantasmi e ladri (1959)
- Femmine di lusso (1960)
- A noi piace freddo (1960)
- Un dollaro di fifa (1960)
- Genitori in blue jeans (1960)
- Le olimpiadi dei mariti (1960)
- Il mio amico Jekyll (1960)
- The Fascist (1961)
- Jaká slast žít (1961)
- Vydržovaný (1961)
- I magnifici tre (1961)
- Sua Eccellenza si fermò a mangiare (1961)
- Cinque marines per cento ragazze (1961)
- Pugni pupe e marinai (1961)
- I tromboni di fra' Diavolo (1962)
- Una domenica d'estate (1962)
- Nejkratší den (1962)
- La voglia matta (1962)
- I motorizzati (1962)
- March on Rome (1962)
- Liolà (1963)
- RoGoPaG (1963)
- I mostri (1963)
- Vyhnání z manželství (1963)
- Le ore dell'amore (1963)
- Le motorizzate (1963)
- Včelí královna (1963)
- La vita agra (1964)
- Velká nevěra (1964)
- Opačné pohlaví (1964)
- La Donna scimmia (1964)
- Báječný paroháč (1964)
- Znal jsem ji dobře (1965)
- Ménage all'italiana (1965)
- I Complessi (1965)
- Una moglie americana (1965)
- Dnes, zítra, pozítří (1965)
- Le piacevoli notti (1966)
- L'immorale (1966)
- Otázka cti (1966)
- Follie d'estate (1966)
- I nostri mariti (1966)
- Marcia nuziale (1966)
- Il fischio al naso (1967)
- Il padre di famiglia (1967)
- Barbarella (1967)
- Ty, já a tvůj manžel (1968)
- Sissignore (1968)
- Satyricon (1969)
- Il Commissario Pepe (1969)
- Nell'anno del Signore... (1969)
- Vepřinec (1969)
- La bambolona (1969)
- Splendori e miserie di Madame Royale (1970)
- Cuori solitari (1970)
- La califfa (1970)
- Venga a prendere il caffè... da noi (1970)
- In nome del popolo italiano (1971)
- Korunní svědkyně (1971)
- Stanza 17-17, palazzo delle tasse, ufficio imposte (1971)
- L'udienza (1971)
- Taková zvláštní láska (1972)
- Il generale dorme in piedi (1972)
- Mistr a markétka (1972)
- Vogliamo i colonnelli (1973)
- La proprietà non è più un furto (1973)
- Velká žranice (1973)
- La mazurka del barone, della santa e del fico fiorone (1974)
- Lidový román (1974)
- Permettete signora che ami vostra figlia? (1974)
- Nedotýkej se bílé ženy (Touche pas à la femme blanche, 1974)
- Kachna na pomerančích (1975)
- La smagliatura (1975)
- Moji přátelé (1975)
- Cattivi pensieri (1976)
- Bílé telefony (film) (1976)
- Signore e signori, buonanotte (1976)
- Al piacere di rivederla (1976)
- La stanza del vescovo (film) (1977)
- Nová strašidla (1977)
- Il gatto (1977)
- Casotto (1977)
- Nenè (1977)
- Dove vai in vacanza? (1978)
- Velký balík peněz (1978)
- Klec bláznů (1978)
- První láska (1978)
- Silnice Řím - Neapol neprůjezdná! (1979)
- I viaggiatori della sera (1979)
- Break-up (film) (1979)
- Klec bláznů II(1980)
- Terasa (1980)
- Sono fotogenico (1980)
- Milenci na neděli (1980)
- Arrivano i bersaglieri (1980)
- La tragedia di un uomo ridicolo (1981)
- Moji přátelé II (1982)
- Promiň, že je to málo (1982)
- Scherzo del destino in agguato dietro l'angolo come un brigante da strada (1983)
- Il petòmane (1983)
- Fatto su misura (1984)
- Bertoldo, Bertoldino e Cacasenno (1984)
- Dagobert (film) (1984)
- Moji přátelé III (1985)
- Klec bláznů 3: Svatba (1985)
- Ultimo minuto (1987)
- I giorni del commissario Ambrosio (1988)
- Tolérance (1989)

### Režisér
- Vydržovaný (1961)
- Il fischio al naso (1967)
- Sissignore (1968)
- Cattivi pensieri (1976)
- I viaggiatori della sera (1979)